# Manuel Bermúdez de Castro y Díez
Manuel Bermúdez de Castro y Díez (Cádiz, 10 de junio de 1811 - Madrid, 11 de marzo de 1870) fue un economista y político español. Ministro de Hacienda en 1853 bajo la presidencia de Francisco Lersundi, era miembro de la Unión Liberal. Presidió más tarde los ministerios de Gobernación en el Gabinete Armero (1857-1858), y de Estado en el último gobierno de la Unión Liberal (1865-1866).

## Biografía
Hijo de José Bermúdez de Castro Blasco, en 1848 fue nombrado comendador de la Orden de Nuestra Señora de la Concepción de Villaviciosa. Se casó el 21 de julio de 1860 con María de la Encarnación O'Lawlor Caballero. Del matrimonio nació el también político y ministro Salvador Bermúdez de Castro y O'Lawlor. Fue diputado a Cortes por la circunscripción de Jerez de la Frontera en 1846, 1850, 1851 y 1853. Fue nombrado ministro de Hacienda en el Gobierno de Francisco Lersundi (abril-junio de 1853). Tras mostrar serias diferencias con el conde de San Luis, fue separado del Gobierno y desterrado.(cr) Toma parte en el golpe contrarrevolucionario de 1856. Preside más tarde los ministerios de Gobernación en el Gabinete Armero (1857-1858), y de Estado en el último gobierno de la Unión Liberal (1865-1866), presidido por Leopoldo O'Donnell. Fue senador vitalicio desde 1858 y hasta la Revolución de septiembre de 1868.
| Predecesor: Alejandro Llorente y Lannas | Ministro de Hacienda 1853 | Sucesor: Luis María Pastor Copo |